# Murilo (Micronesia)
Murillo (o Murilo) è un atollo delle Isole Hall, piccolo arcipelago che fa parte delle Isole Caroline. Amministrativamente è una municipalità del Distretto Oksoritod, di Chuuk, uno degli Stati Federati di Micronesia. 
Ha una superficie di 1 km² e 681 abitanti (Census 2008).